# Parafia św. Stanisława Kostki na Brooklynie
Parafia św. Stanisława Kostki na Greenpoincie (ang. St. Stanislaus Kostka Parish) – parafia rzymskokatolicka położona w dzielnicy Greenpoint-Brooklyn, w stanie Nowy Jork w Stanach Zjednoczonych. Została ustanowiona w 1896 roku i dedykowana św. Stanisławowi Kostce. Jest prowadzona przez księży ze Zgromadzenia Księży Misjonarzy.
Jest ona wieloetniczną parafią w diecezji Brooklyn. Większość odprawianych mszy świętych jest w języku polskim. Przy parafii działają liczne grupy duszpasterskie. Obok parafii działa St. Stanislaus Kostka School, katolicka szkoła podstawowa, założona przez Zgromadzenie Księży Misjonarzy jako szkoła podstawowa dla polskich dzieci. 